# ارتم بوتسکی
ارتم بوتسکی (انگلیسی: Artem Butskyy؛ زادهٔ ۲۴ اوت ۱۹۸۱) بازیکن بسکتبال اهل اوکراین است.